# Guy de Poisieu
Guy de Poisieu, mort le 27 octobre 1480,  est un prélat français du XVe siècle, archevêque de Vienne. Il est issu de la branche de Poisieu, seigneur du Passage en Dauphiné et est le neveu de l'archevêque de Vienne, Antoine de Poisieu.

## Biographie
Guy de Poisieu a été chanoine-sacristain de l'église Saint-Maurice, et s'est ensuite démis de ces fonctions pour entrer à l'abbaye de Saint-Pierre. Il succède à son oncle, Antoine de Poisieu, à l'archevêché de Vienne en 1473. Guy de Poisieu est aussi conseiller de Louis XI et son chancelier en Dauphiné et est chargé de diverses négociations.
Son frère Étienne, bailli des montagnes du Dauphiné et conseiller du roi, a servi en 1482 Jacques de Miolans, gouverneur du Dauphiné.